# Astroma plicatum
Astroma plicatum är en insektsart som beskrevs av Liana 1980. Astroma plicatum ingår i släktet Astroma och familjen Proscopiidae. Inga underarter finns listade i Catalogue of Life.